# Neil Ferreira
Neil Ferreira (Cerqueira César, 18 de abril de 1943 São Paulo, 7 de novembro de 2017) foi um publicitário brasileiro atuante entre os anos 1961 e 2005. Trabalhou a Standard Propaganda,CNI, P.A Nascimento, Alcântara Machado Publicidade, Salles Interamericana de Publicidade, Norton Propaganda e DPZ de Roberto Duailibi, Petit e Zaragoza. Nesta última permaneceu por 18 anos e ganhou muitos prêmios como dupla de criação com José Zaragoza.

## Biografia
Neil Ferreira nasceu em 18 de abril de 1943 em Cerqueira César, no interior de São Paulo, onde seu tio avô Miguel  e o avô Scandra Haddad traduzido para Alexandre Ferreira e eram prósperos comerciantes. Até hoje a praça central da cidade leva o nome de irmãos Ferreira, em homenagem a eles. O pai Antônio formado em direito sem nunca ter exercido, morreu quando Neil ainda era criança. A mãe, Lília criou o filho sozinha. Neil fez o Ensino Fundamental em um interno em Botucatu. Em 1958, aos 15 anos, veio para São Paulo fazer o Ensino Médio no Liceu Sagrado Coração de Jesus, em Campos Elíseos. Iniciou a Faculdade de Direto da USP para morar na casa do estudante e largou, depois de dois anos.Formou- se mais tarde em Sociologia e Política na USP.

## Carreira

- Fotografando para a revista Cruzeiro, 1961- Acervo Neil Ferreira

Foi trabalhar como office boy na redação do Diário da Noite, que fazia parte dos Diários Associados, recomendado pelo primo do pai-Jorge Ferreira, que trabalhava na Revista O Cruzeiro. Depois passou a redator onde ficou dos 17 aos 21 anos.
Em seguida começou a trabalhar em publicidade, no jornal  Folha de S.Paulo. Foi indicado por Rogério Severino da TV Tupi, para Antônio Nogueira da C.I.N., hoje Leo Burnett onde permaneceu por 6 meses.
Em 1964 foi para a Standard Propaganda (atual Ogilvy) onde foi assistente de Roberto Duailibi, e Cosi Jr e lá ficou por 4 anos.
Em 1967 foi para a Alcântara Machado Publicidade- Almap e trabalhou com Alex Periscinoto por 2 anos (hoje Almap BBDO )
Em 1969 foi para a agência  Norton Propaganda, de Geraldo Alonso, ficou por mais 2 anos. Integrou o time dos redatores e criadores de arte: Jarbas José de Souza, Carlos Wagner de Moraes, Anibal Guastavino, José Fontoura da Costa. De 1969 a 1970, esta agência ganhou 48 prêmios e foi escolhida a agência do ano, ganhou o 3º lugar em faturamento no Brasil e Neil ganhou o prêmio de o profissional do ano. A mais famosa foi a campanha “Os Subversivos”.
Em 1977, trabalhou por 48 dias na agência Proeme de Enio Mainardi e neste mesmo foi para a DPZ para trabalhar com José Zaragoza até 2006.Porém houve um intervalo de 1990 a 1992 que foi para na Salles Interamericana de Publicidade, como vice-presidente de criação (atual Publicis Groupe). Voltou para a DPZ quando leu no jornal um pedido inusitado: "Neil queridinho, volte pra casa.Está tudo perdoado!", assinado um enorme Z de Zaragoza.  Ficou até 2006 num total de 18 anos. DPZ&T .
Esta  dupla criou filmes que marcaram a história da publicidade brasileira.
Depois disso trabalhou como freelancer na conta da Arisco. Teve uma coluna no Jornal do Comércio entre 2008 a 2013.
Neil morreu em São Paulo na data de 07de novembro de 2017 aos 74 anos.

## Anúncios premiados
O "Leão do Imposto de Renda" 1978, para a Receita Federal, transformou "leão" em sinônimo de Imposto de Renda, e o único anúncio que faz parte dos mais importantes dicionários
-Dicionário Aurélio, como "Leão é o órgão arrecadador do imposto de renda".
-Dicionário Houaiss da Língua Portuguesa; "Leão como o órgão responsável pela arrecadação do imposto de renda".
-Academia Brasileira de Letras; "Leão é o órgão encarregado de recolher o imposto de renda
-Gramático e professor da USP Luiz Antonio Sacconio  "Leão é o serviço e arrecadação do imposto de renda."
"Morte do orelhão" (em 1980, para a Telecomunicações de São Paulo
"Menino de olhos vendados", para a Sadia de 1984 que ficou no ar por uma década e lançou o bordão "comprar de olhos vendados' .
"O baixinho da Kaiser (cerveja)" anúncio lançado para a Copa do Mundo de 1998.
As três campanhas para a Repro fornecedora de fotolito
A primeira em 1969, lembrando a futura atuação do menino que estava nascendo;
A segunda em 1971 foi censurada, apreendida e destruída.
Em 1978 no fim da ditadura, época da abertura ampla geral e irrestrita, Neil fez a última da série com desenho de Zaragoza e que dizia: 'Depois de 10 anos trabalhando em mensagens de boa vontade em nome da Repro, JC tira o time para dedicar-se a outra atividade, provavelmente em Brasília onde ele é muito mais necessário." Natal de 1978. Matéria de Telmo Martino para o Jornal da Tarde.

## Prêmios
Prêmio Colunistas Nacional de 1969 - Melhor Campanha; 5º lugar / cliente: Sadia / Agência Standard
IV Prêmio Colunistas Nacional  1971- Melhor anuncio da copa/ cliente: Esso /Agência Norton
Prêmio V Colunistas Nacional de 1972 Melhor anúncio de / Agência P.A. Nascimento
Prêmio do ano de 1979 Clio Awards NY -Campanha dos pombos "Eu quero viver"- Conselho Nacional de Propaganda
Prêmio  XIV Colunistas Nacional de 1981 Destaques do ano: "A morte do orelhão"/ cliente:TELESP ./ agência DPZ
<ref>https://agenciacor.com.br/comerciais/telesp</ref>Leão de Bronze de Cannes em 1980 para "A morte do orelhão", pela dupla Neil Ferreira e José Zaragoza.
Primeiro lugar no Festival Ibero-americano de Publicidade (Fiap) morte do orelhão.
Leão  <ref>https://www.estadao.com.br/cannes-lions/historico-brasil </ref>de ouro de Cannes em 1986 para o baixinho da Kaiser.
Prêmio CBS TV Network: One of greatst commercials ever made Kaiser,1986.
Prêmio XI Colunistas Nacional de 1994 Campanha; Prata:"Artex. Viver Com Arte", cliente: Artex/Toalhas e Lençois./ agência DPZ